# La France insoumise
La France insoumise (Abkürzung: FI, in den Medien auch LFI deutsch: Unbeugsames Frankreich) ist eine linkspopulistische und EU-skeptische Partei in Frankreich. Die FI wurde im Februar 2016 von Jean-Luc Mélenchon mit dem Ziel der Umsetzung des Programms L’Avenir en commun gegründet.

## Hintergrund
Die Partei ist Nachfolgerin der Parti de Gauche sowie der Wahlplattform Front de gauche, die im April 2017 in La France insoumise umbenannt wurde. Die politische Strategie der FI folgt nach Auffassung vieler Beobachter einem neuen gesamteuropäischen Populismus der radikalen Linken.

## Wahlteilnahmen
Bei der französischen Parlamentswahl 2017 trat der Parteivorsitzende Jean-Luc Mélenchon als Spitzenkandidat an. Die FI gewann 17 Wahlkreise (nach 11 % der Stimmen im ersten Wahlgang) und konnte damit in der Nationalversammlung eine eigene Fraktion bilden. Bei der Europawahl 2019 errang die Partei mit Manon Aubry als Spitzenkandidatin 6,3 % der Stimmen und 6 Europamandate; dies galt als ein enttäuschendes Ergebnis – führende Parteimitglieder erklärten ihren Rücktritt; Mélenchon wurde für seine politischen Positionen und seinen Führungsstil parteiintern kritisiert.
FI unterstützte erneut die Kandidatur von Mélenchon bei den Präsidentschaftswahlen 2022, der mit 21,95 % der Stimmen sein bis dahin bestes Ergebnis erzielte und dabei den höchsten Stimmanteil aller linksgerichteten Kandidaten erhielt, aber dennoch nicht in die Stichwahl einziehen konnte. Für die anschließenden Parlamentswahlen schloss sich die Partei mit anderen linken Gruppierungen zur Koalition NUPES (Nouvelle union populaire écologique et sociale) zusammen, die 151 gewählte Abgeordnete (darunter 75 für FI) gewinnen konnte.
Bei der Parlamentswahl 2024 trat die Partei im Rahmen des Linksbündnisses Nouveau Front populaire an, das 178 der 577 Sitze erhielt.

## Positionen
Die Partei nimmt linkspopulistische Positionen ein. Im Wahlkampf zu der Parlamentswahl 2024 warb LFI unter anderen mit der Zurücknahme der von Macron durchgesetzten Rentenreform mit einer Herabsetzung des Regelrentenalters auf 60 Jahre, Anhebung der Renten auf das Niveau des gesetzlichen Mindestlohns (SMIC) bei einer gleichzeitigen Erhöhung des SMIC (auf EUR 1600/Monat netto), Preiskontrollen für Güter des täglichen Bedarfs etc.

### Nahostkonflikt und Antisemitismusvorwürfe
Die Partei positioniert sich im Nahostkonflikt stark propalästinensisch und stufte den Terrorangriff der Hamas auf Israel 2023 nicht als Terrorismus ein, weshalb ihr Antisemitismus vorgeworfen wird. LFI stellt klar, dass sie lieber von „Kriegsverbrechen“ als von „Terrorismus“ spricht. In einer Erklärung bezeichnete die Fraktion die Hamas-Taten als „bewaffnete Offensive der palästinensischen Streitkräfte unter Führung der Hamas“; man beklage „die israelischen und palästinensischen Todesopfer“. In einer Umfrage unter französischen Juden 2024 wurde La France insoumise von 92 Prozent als Partei genannt, die zur Steigerung des Judenhasses beitrage (Grüne 60 %, Rassemblement National 49 %); 57 % gaben an, Frankreich bei einem Sieg der Partei bei der Präsidentschaftswahl 2027 verlassen zu wollen.

## Nachweise
1. ↑  Abel Mestre: La tentation souverainiste de Jean-Luc Mélenchon. In: Le Monde. 21. Oktober 2017, abgerufen am 2. März 2019.
2. ↑  Gilles Ivaldi, Andrej Zaslove, Agnes Akkerman: La France populiste? (pdf; 879 kB) Note de recherche ENEF / Sciences Po-CEVIPOF, Nr. 30, März 2017, S. 2, abgerufen am 26. März 2018 (französisch).
3. ↑  «France Insoumise». Abgerufen am 9. Dezember 2018 (englisch).
4. ↑  Abel Mestre: Charlotte Girard, figure de La France insoumise, quitte le mouvement. In: Le Monde, 8. Juni 2019, abgerufen am selben Tag (französisch).
5. ↑  Abel Mestre: Jean-Luc Mélenchon pourrait se mettre – un temps – en retrait de la vie politique. In: Le Monde, 4. Juni 2019, abgerufen am 5. Juni 2019 (französisch).
6. ↑  Le programme du Nouveau Front Populaire - La France insoumise. 19. Juni 2024, abgerufen am 9. Juli 2024 (französisch).
7. ↑  NZZ: Der Terrorismus der Hamas spaltet Frankreichs Linksunion - deren Chef als Präsidentschaftskandidat doch ausser Konkurrenz schien
8. ↑  Le Monde: Elections législatives : les accusations d’antisémitisme contre LFI ont empoisonné la campagne de la gauche
9. ↑  NZZ: Die äussere Linke Frankreichs schürt Judenhass. Selbst die Nazijäger Beate und Serge Klarsfeld wollen lieber Le Pen wählen
10. ↑  Le Figaro: Pour 92% des Juifs français, La France insoumise contribue à faire monter l’antisémitisme
11. ↑  Davide Basso: Hamas-Israel-Konflikt: Französische Sozialdemokraten verlassen Linksbündnis www.euractiv.de, 11. Oktober 2023